# The Wind Blows
The Wind Blows (en hangul, 바람이 분다; RR: Barami Bunda) es una serie de televisión surcoreana dirigida por Jung Jung-hwa y protagonizada por Kam Woo-sung, Kim Ha-neul, Kim Sung-cheol y Kim Ga-eun. Se emitió desde el 27 de mayo hasta el 16 de julio de 2019 por el canal JTBC los lunes y martes a las 21:30 horas (hora local coreana).

## Sinopsis
Cuando descubre que padece de Alzheimer, Do-hoon decide alejarse de su mujer, Soo-jin. Cinco años después se reencuentran, y Soo-jin descubre cuál fue la causa de su divorcio. Decide entonces volver al lado de Do-hoon.

## Reparto

### Principal
- Kam Woo-sung como Kwon Do-hoon.[3]
- Kim Ha-neul como Lee Soo-jin.[4][5]
  - Jung Da-eun como Lee Soo-jin de joven.[6]
- Kim Sung-cheol como Bryan Jung.[7]
- Kim Ga-eun como Son Ye-rim.[7][8]

### Secundario
- Lee Jun-hyeok como Choi Hang-seo.[9]
- Yoon Ji-hye como Baek Soo-ah.[10][11]
- Park Hyo-joo como Jo Mi-kyung.[12]
- Kim Young-jae como Moon Kyung-hoon.[13][14]
- Lee Hang-na como Kim Hee-eun.
- Jeon Guk-hyang como la madre de Soo-jin.[15]
- Choi Hwi-do como Lee Soo-chul.
- Kim Ik-tae como el médico de Do-hoon.
- Han Ji-hyun como Lee Sun-kyung, compañera de trabajo de Son Ye-rim.[16]
- Ahn Dong-goo como el joven Kwon Do-hoon.[17][18]

### Apariciones especiales
- Jo Woo-ri como Choi Seung-yeon (ep. 3 y 4).[19]
- Seol Jung-hwan como Kim Ji-hoon (ep. 7, 8 y 11).[20]

## Producción
La primera lectura de guion tuvo lugar el 21 de marzo de 2019.

## Audiencia
| Temporada | Temporada | Episodio número | Episodio número | Episodio número | Episodio número | Episodio número | Episodio número | Episodio número | Episodio número | Episodio número | Episodio número | Episodio número | Episodio número | Episodio número | Episodio número | Episodio número | Episodio número | Promedio |
| Temporada | Temporada | 1               | 2               | 3               | 4               | 5               | 6               | 7               | 8               | 9               | 10              | 11              | 12              | 13              | 14              | 15              | 16              | Promedio |
| --------- | --------- | --------------- | --------------- | --------------- | --------------- | --------------- | --------------- | --------------- | --------------- | --------------- | --------------- | --------------- | --------------- | --------------- | --------------- | --------------- | --------------- | -------- |
|           | 1         | 775             | 849             | 621             | 620             | 698             | 746             | 873             | 1052            | 1097            | 1205            | 823             | 704             | 748             | 657             | 698             | 709             | 805      |

| Episodio | Fecha de emisión    | Índices de audiencia (AGB Nielsen) | Índices de audiencia (AGB Nielsen) |
| Episodio | Fecha de emisión    | Nacional                           | Seúl                               |
| --- | ------------------- | ---------------------------------- | ---------------------------------- |
| 1 | 27 de mayo de 2019  | 3,598 %                            | 3,594 %                            |
| 2 | 28 de mayo de 2019  | 4,024 %                            | 4,627 %                            |
| 3 | 3 de junio de 2019  | 3,005 %                            | 3,261 %                            |
| 4 | 4 de junio de 2019  | 3,157 %                            | 3,464 %                            |
| 5 | 10 de junio de 2019 | 3,489 %                            | 4,217 %                            |
| 6 | 11 de junio de 2019 | 3,880 %                            | 4,015 %                            |
| 7 | 17 de junio de 2019 | 4,749 %                            | 5,409 %                            |
| 8 | 18 de junio de 2019 | 5,204 %                            | 5,801 %                            |
| 9 | 24 de junio de 2019 | 5,170 %                            | 5,843 %                            |
| 10 | 25 de junio de 2019 | 5,662 %                            | 5,829 %                            |
| 11 | 1 de julio de 2019  | 4,119 %                            | 4,377 %                            |
| 12 | 2 de julio de 2019  | 3,577 %                            | 3,732 %                            |
| 13 | 8 de julio de 2019  | 3,895 %                            | 4,458 %                            |
| 14 | 9 de julio de 2019  | 3,483 %                            | 3,957 %                            |
| 15 | 15 de julio de 2019 | 3,669 %                            | 3,809 %                            |
| 16 | 16 de julio de 2019 | 3,816 %                            | 3,989 %                            |
| Promedio | Promedio            | 4,031 %                            | 4,399 %                            |
| - En la tabla superior, aparecen en azul los índices más bajos, y en rojo los más altos. - Esta serie se emitió en un canal de cable o televisión de pago, que normalmente tiene una audiencia menor en comparación con las emisoras públicas o de televisión en abierto (KBS, SBS, MBC y EBS). |                     |                                    |                                    |

## Premios y nominaciones
| Año  | Premio                  | Categoría                   | Candidato   | Resultado | Ref.   |
| ---- | ----------------------- | --------------------------- | ----------- | --------- | ------ |
| 2019 | 12th Korea Drama Awards | Premio a la gran excelencia | Kim Ha-neul | Nominada  | [ 24 ] |